# Lea Lin Teutenberg
Lea Lin Teutenberg (Mettmann, 2 luglio 1999) è una pistard e ciclista su strada tedesca che corre per il team Lotto Ladies. Attiva a livello Elite UCI dal 2018, nel 2024 ha vinto la medaglia d'argento europea nella corsa a eliminazione.

## Biografia
Proviene da una famiglia di ciclisti, in quanto il padre Lars, gli zii Sven e Ina-Yoko e il fratello Tim Torn sono stati o sono professionisti.

## Palmarès

### Pista
- 2016 (Juniores)

Campionati tedeschi, Inseguimento a squadre Junior (con Annika Teschke, Lena Ostler e Franziska Brauße)
- 2017 (Juniores)

Campionati tedeschi, Corsa a punti Junior
- 2019

Campionati tedeschi, Inseguimento a squadre (con Charlotte Becker, Tanja Erath e Franziska Brauße)
Campionati tedeschi, Americana (con Franziska Brauße)
- 2022

Campionati tedeschi, Omnium
- 2023

Campionati tedeschi, Corsa a punti
Campionati tedeschi, Americana (con Franziska Brauße)
Sei giorni delle Rose, Corsa a punti
- 2024

Sei giorni di Brema, Americana (con Franziska Brauße)
Campionati tedeschi, Corsa a eliminazione
Life's an Omnium, Omnium (Grenchen)

### Strada
- 2017 (Juniores)

Campionati tedeschi, Prova a cronometro Junior

## Piazzamenti

### Grandi Giri
- Giro d'Italia

2022: 73ª

### Competizioni mondiali
- Campionati del mondo su pista

Montichiari 2017 - Inseguimento a squadre Junior: 9ª
Roubaix 2021 - Omnium: 25ª
Roubaix 2021 - Americana: 10ª
St. Quentin-en-Yv. 2022 - Scratch: 7ª
St. Quentin-en-Yv. 2022 - Corsa a eliminazione: 4ª
St. Quentin-en-Yv. 2022 - Omnium: 11ª
St. Quentin-en-Yv. 2022 - Americana: 11ª
Glasgow 2023 - Corsa a punti: 9ª
Glasgow 2023 - Americana: 11ª
Glasgow 2023 - Corsa a eliminazione: 9ª
Ballerup 2024 - Corsa a punti: 11ª
Ballerup 2024 - Americana: 10ª
Ballerup 2024 - Corsa a eliminazione: 9ª
- Campionati del mondo su strada

Doha 2016 - In linea Junior: 33ª
Bergen 2017 - Cronometro Junior: 13ª
Fiandre 2021 - In linea Elite: 88ª
Wollongong 2022 - In linea Elite: ritirata

### Competizioni continentali
- Campionati europei su pista

Aigle 2018 - Inseguimento a squadre Under-23: 3ª
Aigle 2018 - Americana Under-23: 9ª
Gand 2019 - Americana Under-23: 8ª
Fiorenzuola d'Arda 2020 - Inseguimento a squadre Under-23: 2ª
Fiorenzuola d'Arda 2020 - Corsa a eliminazione Under-23: 5ª
Fiorenzuola d'Arda 2020 - Americana Under-23: 2ª
Apeldoorn 2021 - Corsa a eliminazione Under-23: 11ª
Apeldoorn 2021 - Inseguimento a squadre Under-23: 4ª
Apeldoorn 2021 - Omnium Under-23: 3ª
Grenchen 2021 - Scratch: 16ª
Grenchen 2021 - Omnium: 7ª
Grenchen 2021 - Americana: 9ª
Monaco di Baviera 2022 - Scratch: 15ª
Monaco di Baviera 2022 - Corsa a eliminazione: 7ª
Monaco di Baviera 2022 - Omnium: 5ª
Monaco di Baviera 2022 - Americana: 6ª
Grenchen 2023 - Corsa a eliminazione: 5ª
Grenchen 2023 - Omnium: 10ª
Apeldoorn 2024 - Scratch: 7ª
Apeldoorn 2024 - Americana: 7ª
Apeldoorn 2024 - Omnium: 12ª
Apeldoorn 2024 - Corsa a eliminazione: 2ª
- Campionati europei su strada

Plumelec 2016 - In linea Junior: 69ª
Brno 2018 - In linea Under-23: fuori tempo massimo
Alkmaar 2019 - In linea Under-23: 37ª
Plouay 2020 - In linea Under-23: 25ª
Monaco di Baviera 2022 - In linea Elite: 58ª
Drenthe 2023 - In linea Elite: 57ª
Limburgo 2024 - In linea Elite: 46ª